# الزاوية سيدي عسى (الزاوية سيدي عسى)
الزاوية سيدي عسى هو دُوَّار يقع بجماعة إمرابطن، إقليم الحسيمة، جهة طنجة تطوان الحسيمة في المملكة المغربية. ينتمي الدوّار لمشيخة الزاوية سيدي عسى التي تضم 3 دواوير. يقدر عدد سكانه بـ 1264 نسمة حسب الإحصاء الرسمي للسكان والسكنى لسنة 2004.

## روابط خارجية
- البوابة الوطنية للجماعات الترابية
- المندوبية السامية للتخطيط